# Ceramius peringueyi
Ceramius peringueyi är en stekelart som beskrevs av Brauns 1913. Ceramius peringueyi ingår i släktet Ceramius och familjen Masaridae. Inga underarter finns listade.